# Александровський сільський округ (Щербактинський район)
Алекса́ндровський сільський округ (каз. Александровка ауылдық округі, рос. Александровский сельский округ) — адміністративна одиниця у складі Щербактинського району Павлодарської області Казахстану. Адміністративний центр — село Александровка.
Населення — 1824 особи (2021; 2817 у 2009, 3725 у 1999, 4610 у 1989).
Станом на 1989 рік існували Александровська сільська рада (села Александровка, Жана-Аул, Карамбай), Алексієвська сільська рада (села Алексієвка, Нуркамис, Ніколаєвка). Станом на 1999 рік село Боріктал (колишнє село Степне) перебувало у складі Алексієвського сільського округу. 2013 року до складу Алексієвського округу була приєднана територія ліквідованого Назаровського сільського округу. Село Ніколаєвка було ліквідовано 2017 року, село Каховка — також 2017 року. 2019 року села Алексієвка та Куркамис ліквідованого Алексієвського сільського округу були включені до складу Александровського округу, села Каховка та Назаровка — до складу Шарбактинського сільського округу.

## Склад
До складу округу входять такі населені пункти:
| Населений пункт     | Старі назви | Населення, осіб (1989) | Населення, осіб (1999) | Населення, осіб (2009) | Населення, осіб (2021) |
| ------------------- | ----------- | ---------------------- | ---------------------- | ---------------------- | ---------------------- |
| Александровка, село | -           | 1204                   | 955                    | 853                    | 562                    |
| Алексієвка, село    | -           | 1267                   | 1068                   | 671                    | 586                    |
| Боріктал, село      | Степне      | 429                    | 215                    | 86                     | -                      |
| Жанааул, село       | -           | 929                    | 824                    | 802                    | 535                    |
| Карамбай, село      | -           | 3                      | -                      | -                      | -                      |
| Куркамис, село      | Нуркамис    | 428                    | 350                    | 244                    | 141                    |
| Ніколаєвка, село    | -           | 350                    | 313                    | 161                    | -                      |